# Charlotte Paul
Pour les articles homonymes, voir Paul.
Charlotte Paul, née le 20 avril 1973 à Londres est une triathlète professionnelle britanno-australienne représentant l'Australie dans les compétitions internationales depuis ses débuts dans le triathlon en 2002 à Sydney, elle est multiple vainqueur sur triathlon Ironman 70.3 ou Ironman.

## Palmarès
Le tableau présente les résultats les plus significatifs (podium) obtenus sur le circuit international de triathlon depuis 2004,.
| Année | Compétition               | Pays             | Position           | Temps            |
| ----- | ------------------------- | ---------------- | ------------------ | ---------------- |
| 2009  | Busselton Half Ironman    | Australie        | Médaille d'or      | 4 h 23 min 33 s  |
| 2009  | Ironman Chine             | Chine            | Médaille d'or      | 9 h 48 min 14 s  |
| 2009  | Ironman Nouvelle-Zélande  | Nouvelle-Zélande | Médaille de bronze | 9 h 30 min 25 s  |
| 2009  | Ironman 70.3 Philippines  | Philippines      | Médaille de bronze | 4 h 31 min 27 s  |
| 2008  | Ironman 70.3 Australie    | Australie        | Médaille d'or      | 4 h 36 min 0 s   |
| 2008  | Ironman Western Australie | Australie        | Médaille d'argent  | 9 h 6 min 34 s   |
| 2008  | Busselton Half Ironman    | Australie        | Médaille de bronze | Timing           |
| 2007  | Ironman 70.3 Australie    | Australie        | Médaille d'or      | Timing           |
| 2007  | Ironman Western Australie | Australie        | Médaille d'or      | 9 h 0 min 55 s   |
| 2006  | Ironman Western Australie | Australie        | Médaille de bronze | 9 h 17 min 46 s  |
| 2006  | Ironman Malaisie          | Malaisie         | Médaille de bronze | 10 h 30 min 44 s |
| 2005  | Ironman Western Australie | Australie        | Médaille d'argent  | 9 h 47 min 28 s  |
| 2004  | Ironman Corée du Sud      | Corée du Sud     | Médaille d'argent  | 9 h 12 min 22 s  |